# Gullestrup (plaats)
Gullestrup is een plaats in de Deense regio Midden-Jutland, gemeente Herning, en telt 2058 inwoners (2008).